# Danalia curvata
Danalia curvata är en kräftdjursart som först beskrevs av Fraisse 1878.  Danalia curvata ingår i släktet Danalia och familjen Cryptoniscidae. Inga underarter finns listade i Catalogue of Life.